# Dearing (Kansas)
Dearing é uma cidade localizada no estado americano de Kansas, no Condado de Montgomery.

## Demografia
Segundo o censo americano de 2000, a sua população era de 415 habitantes.
Em 2006, foi estimada uma população de 453, um aumento de 38 (9.2%).

## Geografia
De acordo com o United States Census Bureau tem uma área de
0,8 km², dos quais 0,8 km² cobertos por terra e 0,0 km² cobertos por água.

## Localidades na vizinhança
O diagrama seguinte representa as localidades num raio de 20 km ao redor de Dearing.